# أليساندرو إيليا
أليساندرو إيليا (بالإيطالية: Alessandro Elia)‏ (15 فبراير 1990 بكروتوني في إيطاليا - ) هو لاعب كرة قدم إيطالي في مركز الهجوم. لعب مع نادي بارما ونادي بولونيا ونادي كييتي كالسيو الرياضي ونادي فياريجو وAC Bellaria Igea Marina ‏ وUS Arzanese ‏.

## وصلات خارجية
- أليساندرو إيليا على موقع قاعدة بيانات كرة القدم.إي يو (الإنجليزية)